# Bosea amherstiana
Bosea amherstiana är en amarantväxtart som först beskrevs av Horace Bénédict Alfred Moquin-Tandon, och fick sitt nu gällande namn av Joseph Dalton Hooker. Bosea amherstiana ingår i släktet Bosea och familjen amarantväxter. Inga underarter finns listade i Catalogue of Life.